# Linum neomexicanum
Linum neomexicanum är en linväxtart som beskrevs av Edward Lee Greene. Linum neomexicanum ingår i släktet linsläktet, och familjen linväxter. Inga underarter finns listade i Catalogue of Life.